# کوژانوو
کوژانوو (به لاتین: Kuzhanovo) یک منطقهٔ مسکونی در روسیه است که در باشقیرستان واقع شده‌است.